# Eendracht De Haan
Eendracht De Haan is een Belgische voetbalclub uit De Haan. De club is aangesloten bij de KBVB met stamnummer 3062 en heeft rood en groen als kleuren. De club speelt in de provinciale reeksen.

## Geschiedenis
De club sloot zich in het begin van de Tweede Wereldoorlog aan bij de Belgisch Voetbalbond. Men bleef er de volgende decennia in de provinciale reeksen spelen.
De huidige club is het resultaat van een fusie tussen SK De Haan en FC Klemskerke. In 2010 werd ook een damesafdeling opgericht, die vanaf 2011 ook aan de competitie deelneemt.